# Рс 2070
Хидрографен катер „Рс 2070“ е специализиран плавателен съд, с когото се извършват хидрографни измервания по река Дунав. Собственост е на Изпълнителна агенция „Проучване и поддържане на река Дунав“. Построен и доставен е през 2018 г. от корабостроителницата „МТГ Делфин“ във Варна по проекта FAIRway Danube.
Оборудването му позволява извършване на високоточни хидрографски измервания, чрез които основно се събира информация за промените, настъпващи в критичните участъци.
Максималната дължина на катера е 7,70 m, максимална ширина – 3,00 m и максимално газене – 0,40 m.